# Saint-Acheul
Saint-Acheul es una comuna francesa situada en el departamento de Somme, en la región de Alta Francia.

## Demografía
| 33 | 50 | 45 | 43 | 34 | 22 | 27 | 29 |
| Para los censos de 1962 a 1999 la población legal corresponde a la población sin duplicidades (Fuente: INSEE [Consultar]) |    |    |    |    |    |    |    |